# Guillermo Graell
Guillermo Graell Moles (1845-1927) fue un economista español, defensor del proteccionismo.

## Biografía y trayectoria
Nació en la Seo de Urgell en 1845. A pesar de su interés por la economía nacional, estudió Filosofía y Letras en la Universidad de Barcelona. Ejerció en su juventud como profesor de latín y Filosofía y Letras mientras estudiaba en la Universidad. De temperamento inquieto y batallador, empezó a publicar artículos en la prensa en tiempos de la Revolución de septiembre de 1868, siendo ministro de Hacienda Laureano Figuerola. Al año siguiente, en 1869, año de la manifestación dirigida por Pascual Madoz en protesta contra la elaboración de la rebaja del arancel, Graell salió en defensa de la producción nacional. Prosiguió sus estudios en Madrid, donde tuvo como profesores a Salmerón y Canalejas. Allí se dedicó a la defensa del proteccionismo a través de la prensa, las conferencias en el Ateneo de Madrid y la publicación de folletos.
En 1872 se convirtió en redactor de La Igualdad, periódico republicano, donde combatió el librecambio. De 1874 a 1877, durante la guerra civil, dirigió el periódico El Popular. Colaboró en el semanario madrileño  El Economista Hispano-Americano  En 1879 se convirtió en director del periódico El Porvenir, fundado por el también proteccionista Félix Verdugo. En Madrid fundó la revista financiera El Monitor.

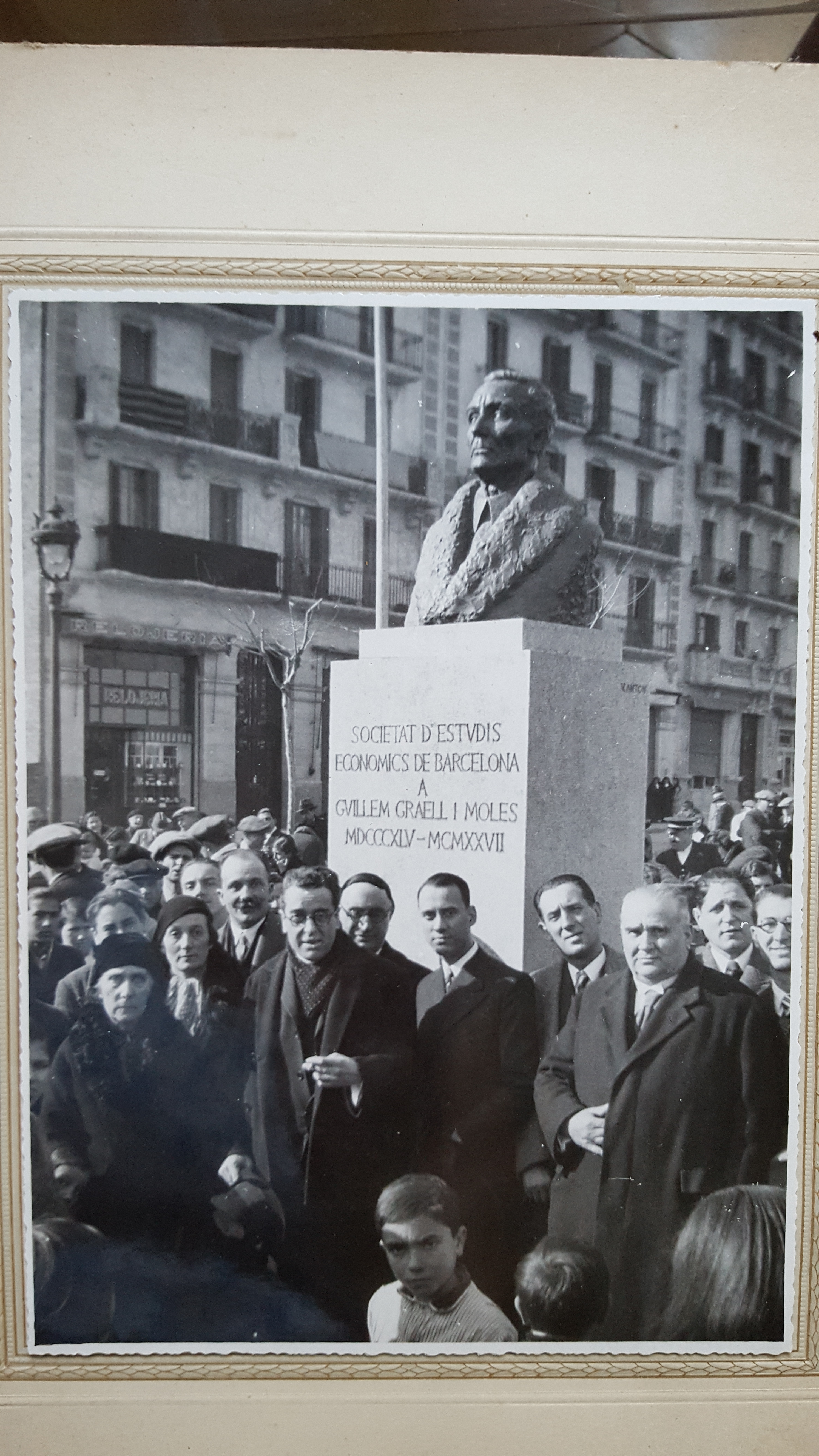
La Sociedad de Estudios Económicos dedicó este busto a don Guillermo Graell Moles en el paseo San Juan de Barcelona como reconocimiento a su figura. En el centro, fumando y mirando a la cámara, su hijo, don Marcelino Graell Fernández, secretario de dicha Sociedad.

Siendo Estanislao Figueras presidente de la República, Guillermo Graell ocupó la secretaría de la presidencia.
Sus preocupaciones políticas, sobre todo ante la actitud amenazante del partido carlista, le llevaron a mantener  una polémica con el periódico El Fénix, dirigido por Suárez Bravo, y con La Fe, dirigido por Villoslada. Ambos periódicos aceptaron posiciones que rechazó Nocedal en El Siglo Futuro, por lo que el pretendiente Don Carlos expulsaría después el periódico de la comunión tradicionalista. Graell combatió la idea de que no se pudiera ser buen católico más que siendo carlista, republicano o monárquico (constitucional). En el Ateneo madrileño propuso una alianza entre la democracia y la monarquía reinante, en la misma línea que el duque de la Torre, de la que surgió la izquierda dinástica. Asimismo participó en la campaña para la disolución del partido moderado, defensor del librecambismo y presidido por Claudio Moyano. 
Fundó el Círculo Proteccionista de Madrid, del que fue nombrado secretario, integrado por representantes del mundo de la industria, la banca y el comercio madrileños.
Convaleciente del cólera morbo, se trasladó a Barcelona. Allí dirigió el periódico La Nación, portavoz de la izquierda dinástica y acérrimo defensor de la protección al trabajo nacional, desde 1887 hasta 1890. Con Cánovas del Castillo  triunfó el proteccionismo en España a través de la reforma arancelaria de 1891.Trabajó por la fusión de los dos Fomentos existentes entonces. Dirigió el periódico semanal (luego decenal) El Trabajo Nacional, dedicado a la defensa de todos los ramos de la producción española. Tomó posesión de la cátedra de Economía Política de los Estudis Universitaris Catalans, sostenida por Fomento del Trabajo Nacional, del que fue secretario. 
Ocupó la Secretaría de la Producción Española. Cooperó en la organización de la Exposición Universal de Barcelona. La reforma arancelaria de Cánovas del Castillo (1891) y de su ministro de Hacienda por aquel entonces, Concha Castañeda, trasladó a Graell de nuevo a Madrid. Desde 1892 hasta 1898, toda su atención se centró en las colonias de ultramar, contrarias al arancel español. Fruto de ello es el folleto "La cuestión cubana". 
Como secretario de la Liga Nacional de Productores, establecida en la calle Preciados de Madrid, se enfrentó al gobierno de Sagasta y a Moret por su defensa del librecambismo y su oposición al arancel de 1891 (conocido también como «Arancel Cánovas»), dejando como testimonio una extensa memoria en 1893. 
Otorgada la autonomía a las colonias de ultramar, Graell viajó a Washington, La Habana y Puerto Rico para negociar los tratados velando por los intereses españoles, pero la guerra con los Estados Unidos y sucesos posteriores lo obligaron a regresar a Barcelona. Para paliar la pérdida de las colonias y del mercado francés, se dedicó a concebir un  plan para la creación de un banco para la exportación, la dinamización del puerto y la construcción de vías ferroviarias secundarias.
Pronunció unas conferencias en la cátedra libre del Fomento del Trabajo Nacional, recogidas en el volumen La cuestión catalana, donde trató de armonizar el catalanismo con la monarquía y el resto de España en un marco de autonomías locales, alejándose de extremismos, como demuestra su opinión contraria a que hubiera nombres de partidos políticos con identidad geográfica. 
A partir de 1904 ocupó la primera cátedra libre de Economía Política de España, fundada por los Estudis Universitaris Catalans y sostenida desde 1909 por el Fomento del Trabajo Nacional. Fundó en 1907 y participó activamente en la Sociedad de Estudios Económicos, de la que fue presidente honorario, promulgando la necesidad de crear una banca catalana, presidiendo y organizando el I Congreso de Economía en junio de 1908, participando en el Congreso de la Exportación de Zaragoza en 1908, entre otras muchas actividades. A principios de 1910 fundó y dirigió la revista económica de España: La Economía Nacional, de aparición quincenal.
Murió el 11 de septiembre de 1927.

## Obras

### Artículos
- “El pesimismo: Hartmann, sus sistema filosófico, religioso y moral", Revista de España (1879)
- “¿Es posible la monarquía democrática?”, Revista de España (1883)
- "Informació sobre la crisis econòmica de Catalunya i la particular de Barcelona", La Veu de Catalunya, marzo 1910
- “Asociación, organización y dirección", Revista de Ciencias Económicas (1918)
- "Causas de nuestros desfavorables cambios con las repúblicas hispano americanas. Medios que deben adoptarse para mejorarlas", Academia Científico Mercantil de Barcelona. Cuarto Centenario del descubrimiento de América p.119.

### Libros
- Don Pedro Bosch y Labrús (1894)
- La cuestión catalana, Imprenta de A. López Robert, Barcelona (1902)
- El arancel, los tratados y la producción, Imprenta Viuda de Domingo Casanovas, Barcelona (1905)
- Historia del Fomento Nacional, Imprenta de la Viuda de Luis Tasso, Barcelona (1911)
- Orientaciones políticas de actualidad, Casa Editorial Estudio, Barcelona (1913)
- El modo de hacer fortuna: orientación científica de actualidad, Casa Editorial Estudio, Barcelona (1914)
- Prólogo a la Enciclopedia comercial : el comerciante moderno, de Maurice Potel, Labor, Barcelona, Buenos Aires (1915)
- Programa económico, social y político para después de la Guerra, Hijos de Domingo Casanovas, Barcelona (1917)
- Ensayo sobre la necesidad de la vuelta a las prácticas religiosas, Hijos de Domingo Casanovas, Barcelona (1921)
- La crisis algodonera: su relación con la general de España. Obras públicas indicadas como remedio, Hijos de Domingo Casanovas, Barcelona (1923)

### Conferencias
- "Don Juan Mañe y Flaquer. Su biografía, por D.Guillermo Graell en la sesión necrológica que el Fomento del Trabajo Nacional dedicó a la memoria de tan esclarecido patricio", Imprenta Domingo Casanovas, Barcelona (1903)
- "L'acció econòmica". Discurs llegit en la sessió inaugural de la Sociedad de Estudios Económicos del curso de 1907 a 1908, celebrada en lo saló d'actes del Foment del Treball Nacional el día 26 d'octubre, Imprenta Viuda de Domingo Casanovas, Barcelona (1907)
- "Hacia la nacionalización de la economía". Discurso inaugural del curso 1908‐1909, leído en el salón de actos del Fomento del Trabajo Nacional el 10 de octubre de 1908, Imprenta Viuda de Domingo Casanovas, Barcelona (1908)
- "Información pública sobre la necesidad de crear Banca Catalana". Informe clausura dirigido a dicha sociedad y leído en la sesión del día 7 de enero de 1908, Imprenta Viuda de Domingo Casanovas, Barcelona (1908)
- "Hacia la nacionalización de la Economía", Discurso leído en la sesión inaugural de la Sociedad de Estudios Económicos del curso de 1908 a 1909, celebrada en lo salón de actos del Fomento del Trabajo Nacional, Imprenta Viuda de Domingo Casanovas, Barcelona (1908)
- "La labor de los siete primeros números de La Economía Nacional. Revista quincenal 15 de febrero a 15 de mayo de 1909, Imprenta de A. López Robert, Barcelona (1909)
- "Lo que debe ser un Ministro de Hacienda". Discurso inaugural del curso 1910‐1911 en el salón de actos de Fomento del Trabajo Nacional, Hijos de Domingo Casanovas, Barcelona (1910)
- "Conferencia sobre los proyectos del Excmo. Sr. Ministro de Hacienda" dada en el Fomento del Trabajo Nacional el 5 de noviembre de 1910. Societat d’Estudis Econòmics, Imprenta de Bayer Hermanos, Barcelona (1910)
- "La economía nacional y los hombres de Estado". Discurso inaugural del curso de 1919 a 1910, leído en el salón de actos de Fomento del Trabajo Nacional, 15 de enero de 1910, Hijos de Domingo Casanovas, Barcelona (1910)
- "La cuestión financiera actual". Discurso inaugural del curso de 1911‐1912, leído en el salón de actos del Fomento del Trabajo Nacional el 7 de octubre de 1911, Imprenta de Bayer Hermanos, Barcelona (1911)
- "La cuestión religiosa". Conferencia dada en el Teatro Principal de Barcelona el día 2 de abril de 1911, Hijos de Domingo Casanovas, Barcelona (1911)
- "Nuestra producción y la defensa nacional". Conferencia en el Fomento del Trabajo Nacional, El Fomento de la Industria, Barcelona (1916)
- "Conferencia sobre la situación tributaria española". Leída en el salón de sesiones del Fomento del Trabajo Nacional bajo la presidencia del Excmo. Sr. Domingo Sert, Imprenta de Salvat, Duch y Farré, Barcelona (1923)
- "Conferencia sobre los cambios en las relaciones con el régimen monetario de España, la banca y los tratados de comercio",  Hijos de Domingo Casanovas, Barcelona (1923)
- Curso Internacional de Expansión Comercial, “L’Industrie hydro‐electrique en Espagne”.